# Sinularia abhishiktae
Sinularia abhishiktae är en korallart som beskrevs av van Ofwegen och Vennam 1991. Sinularia abhishiktae ingår i släktet Sinularia och familjen läderkoraller. Inga underarter finns listade i Catalogue of Life.